# Luliang (Qujing)
Luliang léase Lu-Liáng (en chino:陆良县, pinyin:Lùliáng xiàn) es un condado bajo la administración directa de la ciudad-prefectura de Qujing. Se ubica al este de la provincia de Yunnan, sur de la República Popular China. Su área es de 2096 km² y su población total para 2010 fue +600 mil habitantes.

## Administración
El condado de Luliang se divide en 11 pueblos que se administran en 2 subdistritos, 7 poblados y 2 villas.